# Cirkus
 For alternative betydninger, se Cirkus (flertydig). (Se også artikler, som begynder med Cirkus)
Cirkus kommer fra latin circus, der betyder kreds. En cirkelrund bygning eller telt, indeholdende en cirkelrund skueplads (kaldt manege), omgivet af trinvis opstigende tilskuerpladser. Cirkus anvendes til forestillinger med dresserede dyr, samt akrobater, jonglører, klovne og lignende, under et ofte kaldt artistnumre. Tidligere forekom også eksotiske dyr, herunder rovdyr, der i dag er forbudt i adskillige lande.
Heste i frihedsdressur var i mange år et fast indslag i enhver cirkusforestilling. Tidligere havde de fleste cirkus deres egne heste, men i dag lejer mange cirkus i stedet hestenumre. Der er også cirkus, som slet ikke har heste med eller helt har fravalgt at have dyr med i forestillingen.
Cirkus associeres ofte med musikstykket Gladiatorernes indtog.

## Historie
Begrebet cirkus kan føres tilbage til Circus Maximus, som lå mellem Palatinerhøjen og Aventinerhøjen i Rom. Dette er den første form for cirkus i ordets underholdningsmæssige betydning. Circus Maximus bestod af et langstrakt amfiteater omsluttende en væddeløbsbane, hvor hestevæddeløb og stridsvognskørsel var på programmet. 
I denne antikke betydning svarer det romerske circus til det græske ord hippodrom, der er betegnelsen for en hestevæddeløbsbane i antikkens Grækenland
Englænderen Philip Astley viste i 1768 første gang kunstridning suppleret med artistnumre i en cirkelrund manege. Han havde opdaget, at en stående rytter havde to fordele ved cirkelbevægelsen, nemlig jævn hastighed og konstant centrifugalkraft, og de gav god støtte ved balanceøvelser på en hesteryg. Astley selv kaldte det amfiteater, mens hans medhjælper, Charles Hughes, var den første, der anvendte ordet cirkus om den slags forestilling. Astley nåede at opføre 19 cirkusbygninger rundt om i Europa, inden sin død i 1814.
Den første nordiske cirkusforestilling fandt sted i Stockholm i 1787, mens københavnerne måtte vente til 1799, før de kunne opleve cirkus. I 1830 opførte Philippo Pertoletti, der var af venetiansk afstamning, Danmarks første cirkusbygning. Den var en stor træbygning med plads til 1800 tilskuere og lå ved siden af teatret på Nørrebro, der var indrettet i en af Blågårdens fløje af Pertoletti-familien i 1820, teatret brændte i 1833. Nørrebro var på det tidspunkt et populært udflugtsmål for københavner-borgerskabet, og der var opstået flere udskænknings- og forlystelsessteder. Pertoletti-artistfamilien bød på en bred vifte af underholdning og foreviste blandt andet elefanter.
Københavns nuværende cirkusbygning, med den karakteristiske cirkulære form og kuppel på Axeltorv, blev opført i 1885-1886.

### Nycirkus
Nycirkus beskrives af Dansk Artist Forbund som en moderne genre indenfor scenekunst, der blander klassiske cirkusdiscipliner med elementer fra dans, teater og performance. Genren opstod midt i 1970'erne i Frankrig. En nycirkusforestilling er oftest en samlet fortælling med et samlet udtryk. Det kan for eksempel være, fordi forestillingen har en konkret handling og fortæller en samlet historie, eller det kan være fordi, alting i forestillingen drejer sig om det samme tema. I nycirkus er der sjældent dresserede dyr. Det er cirkusartisten og kropsekvilibristen, der står i centrum. Nycirkusartister er ofte uddannede på cirkusskoler, hvor de har haft undervisning i cirkusdiscipliner, akrobatik, dans og teater.
I dag bruger man undertiden betegnelsen samtidscirkus i stedet for nycirkus.
Allerede i 1800-tallet og et stykke ind i 1900-tallet var det imidlertid almindeligt, at en cirkusforestilling i en større cirkus også indeholdt en pantomime. Det var ikke pantomimer, som man kender fra Tivolis pantomimeteater, men store tableauer, hvor man ganske som i nycirkus, brugte nogle af de kendte cirkusdiscipliner i en anden slags forestilling og valgte at fortælle en historie. Nogle pantomimer var nærmest en art levende vokskabinet, medens andre var teaterstykker, der kunne være både af seriøs og komisk art. Da Cirkusbygningen blev indviet i 1886 bød Cirkus Renz for eksempel på pantomimen De lystige Heidelbergere eller studenterudflugt med forhindringer. Den viste moderne studenterliv med optog, danse og grupperinger  af kongelig balletmester A. Siemy.

### Horror cirkus
En særlig kategori af samtidscirkus er de såkaldte horror cirkus, der i Halloween-stil byder på skræmmende oplevelser. Klovnene er onde, ligesom klovnen Pennywise i Stephen King-gyseren Det Onde, filmatiseret i 2017 under den engelske titel, It.
Et af de bedst kendte, er det engelske Circus of Horror. De viste deres første forestilling i 1995 og fik senere succes med deres blanding af cirkus, kabaret og gys med artister, der forbløffede og chokerede publikum med deres dødsforagtende stunts og makabre handlinger. Showet rykkede grænserne for acceptabel underholdning og gjorde det ekstreme almindeligt. Circus of Horror var stiftet af Dr. Haze, hvis borgerlige navn var John Hayes Mabley, i samarbejde med Pierrot Bidon fra det franske Cirkus Archaos. Ud over Storbritannien har cirkus vist forestillinger i en lang række andre lande, både i Europa og oversøisk, de har indtil 2025 aldrig besøgt Danmark.
Danmark har derimod haft besøg af Circus of Torment, der debuterede i Holland i 2018. Circus of Torment beskrives som "en nervepirrende, humoristisk og helt unik horrorbaseret cirkusforestilling, med rejse tilbage til en mørk tid, med mystiske spåkoner, skræmmende freakshows, psykopatiske artister og morderiske klovne." Circus of Torment besøgte første gang Danmark i 2023 med forestillinger i Vejle, Aarhus og Odense, og i 2025 i København.
Danske Cirkus Arena forsøgte sig med Halloween Cirkus i teltet på Bellahøj-cirkusplafsen i København i 2022 og 2023. Det var dog mere børneteater end egentligt horror cirkus og blev ikke nogen besøgsmæssig succes.

## Fotogalleri
- Luftakrobat, også kaldt trapezkunstner (trapezartist).
- Det tyske Zirkus Barum.